# Caher Island
L'isola di Caher (Cathair na Naomh in gaelico irlandese) è un'isola situata al largo della costa della contea di Mayo, Irlanda.

## Geografia

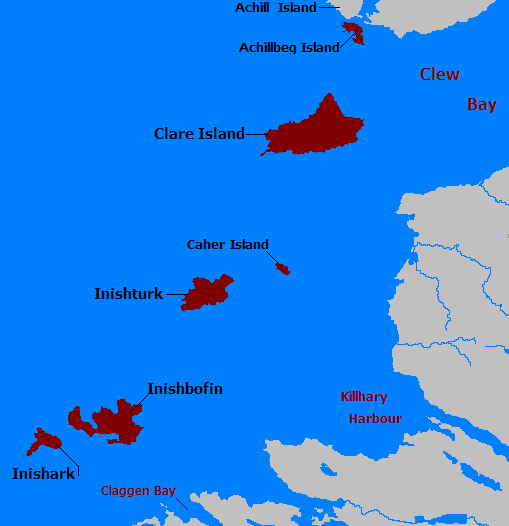
Le isole della contea di Mayo

L'isola è collocata poco a nord-est di Inishturk; procedendo verso nord si trova invece l'isola di Clare. Il centro abitato più vicino sulla costa irlandese è Louisburgh, a circa 14 km da Caher. Le visite e i pellegrinaggi partono in genere dal molo di Roonagh, non molto lontano dal centro di Louisburgh.

## Storia
Caher, oggi disabitata, è stata attorno al VIII secolo un luogo di eremitaggio cristiano. Vi sarebbe stato anche San Patrizio, dopo essersi recato al vicino Croagh Patrick. Nonostante le difficoltà di accesso essa divenne in seguito un luogo di pellegrinaggio, una tradizione che continua fino ai giorni nostri. Sull'isola si trovano parecchie vestigia archeologiche tra le quali croci, lapidi, ripari degli eremiti e una chiesa.
Sui prati di Caher pascolano gli ovini degli allevatori della vicina isola di Inishturk.